# Corps de blindés Großdeutschland
Le corps de blindés Großdeutschland (en allemand : Panzerkorps Großdeutschland) était un corps d'armée d'unités blindés (Panzer) de l'armée de terre allemande, la Heer au sein de la Wehrmacht pendant la Seconde Guerre mondiale.

## Historique
Le Panzerkorps Großdeutschland est formé le 28 septembre 1944 à partir de la 18e division d'artillerie et des rescapés du 13e corps d'armée.

Il est positionné en province de Prusse-Orientale en tant que réserve en décembre 1944, étant donné que plusieurs de ses unités se battent sur le front occidental, mais de janvier à mars 1945, il participe à de violents combats au Kohlholz et sur le front de l'Oder. Il prend part aux combats en Poméranie et à l'est de Berlin avant d'être transféré en Autriche.

Il se rend aux forces américaines, mais tous les soldats ont été remis aux Soviétiques.

## Organisation

### Commandants successifs
| Date                               | Grade                                           | Commandant           |
| ---------------------------------- | ----------------------------------------------- | -------------------- |
| 10 novembre 1944 - 11 février 1945 | General der Panzertruppen                       | Dietrich von Saucken |
| 12 février 1945 - 8 mai 1945       | Generalleutnant, puis General der Panzertruppen | Georg Jauer (en)     |

## Théâtres d'opérations
- Prusse-Orientale : décembre 1944 - février 1945
- Poméranie et Berlin : février 1945 - avril 1945
- Autriche : avril 1945 - mai 1945

## Ordre de batailles

### Rattachement d'Armées
| Date    | Armée           | Groupe d'Armées         |
| ------- | --------------- | ----------------------- |
| 1945    |                 |                         |
| Février | 4e Panzer Armee | Groupe d'armées Vistule |

### Unités subordonnées

#### Unités organiques
- Arko 500
- Stab Pionier-Regiment 500
- Korps-Füsilier-Regiment Großdeutschland
- schwere Panzer-Abteilung Großdeutschland
- Artillerie-Regiment 500
- Panzer-Pionier-Bataillon 500
- Panzer-Korps-Nachrichten-Abteilung 500
- Panzer-Feldersatz-Regiment Großdeutschland
- Versorgungs-Regiment 500

#### Unités rattachées
1er mars 1945
- Divisionsstab z.b.V. 615
- 21e Panzerdivision
- Kampfgruppe Panzer-Grenadier-Division « Brandenburg »
- Kampfgruppe Fallschirm-Panzer-Division « Hermann Göring »
- Kampfgruppe 20. Panzer-Grenadier-Division

### Sources
- (de) Panzerkorps Großdeutschland sur lexikon-der-wehrmacht.de